# Vysokorychlostní trať Che-fej – Wu-chan

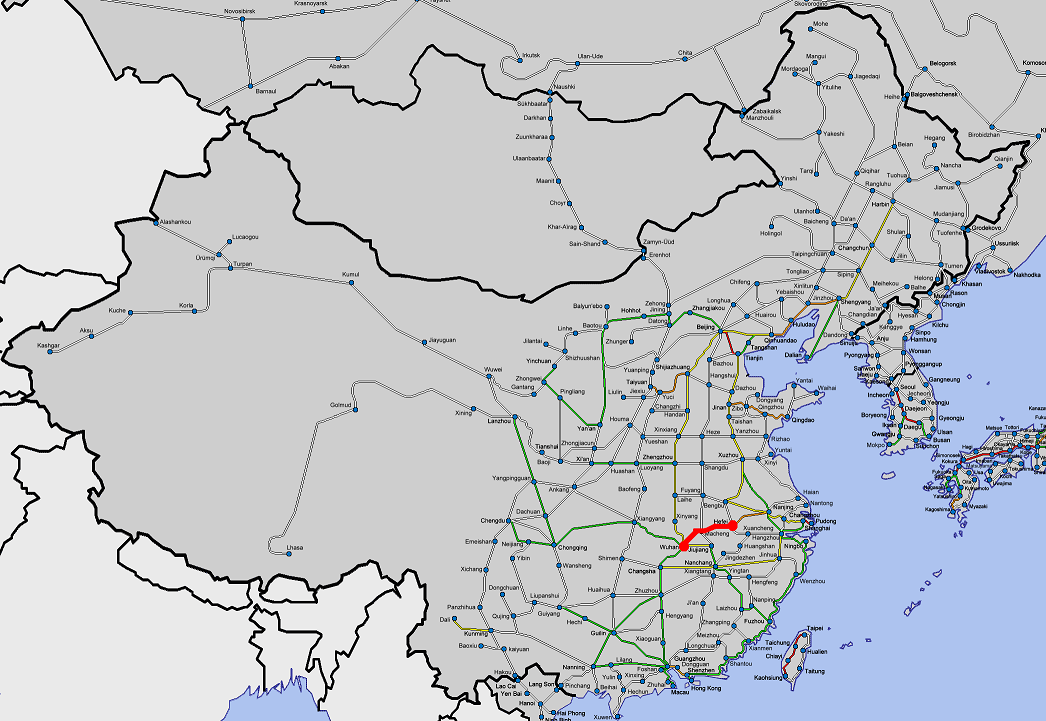
Poloha trati

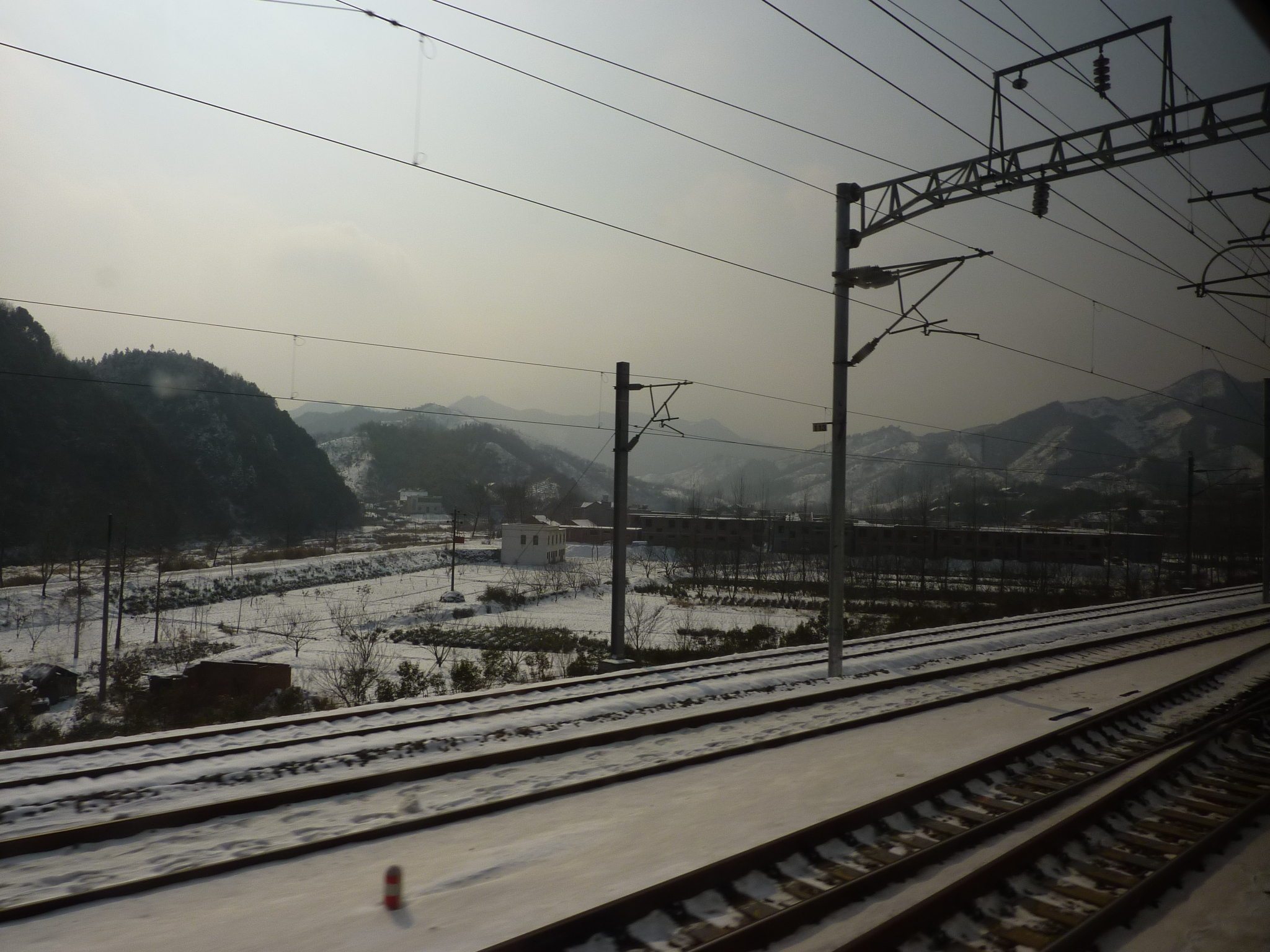
Pohled z vlaku v okrese Ťin-čaj

Vysokorychlostní trať Che-fej – Wu-chan (čínsky v českém přepisu Che-wu tchie-lu, pchin-jinem Hé-Wǔ tiělù, znaky zjednodušené 合武铁路, tradiční 合武鐵路) je 350 kilometrů dlouhá vysokorychlostní trať v Čínské lidové republice. Spojuje Che-fej, hlavní město provincie An-chuej, s Wu-chanem, hlavním městem provincie Chu-pej. Trať byla otevřena 1. dubna 2009 a má maximální rychlost 250 kilometrů za hodinu. Pohoří Ta-pie-šan na hranici mezi provinciemi překonává pomocí tunelů.